# Instituut ter Bevordering van de Surinamistiek

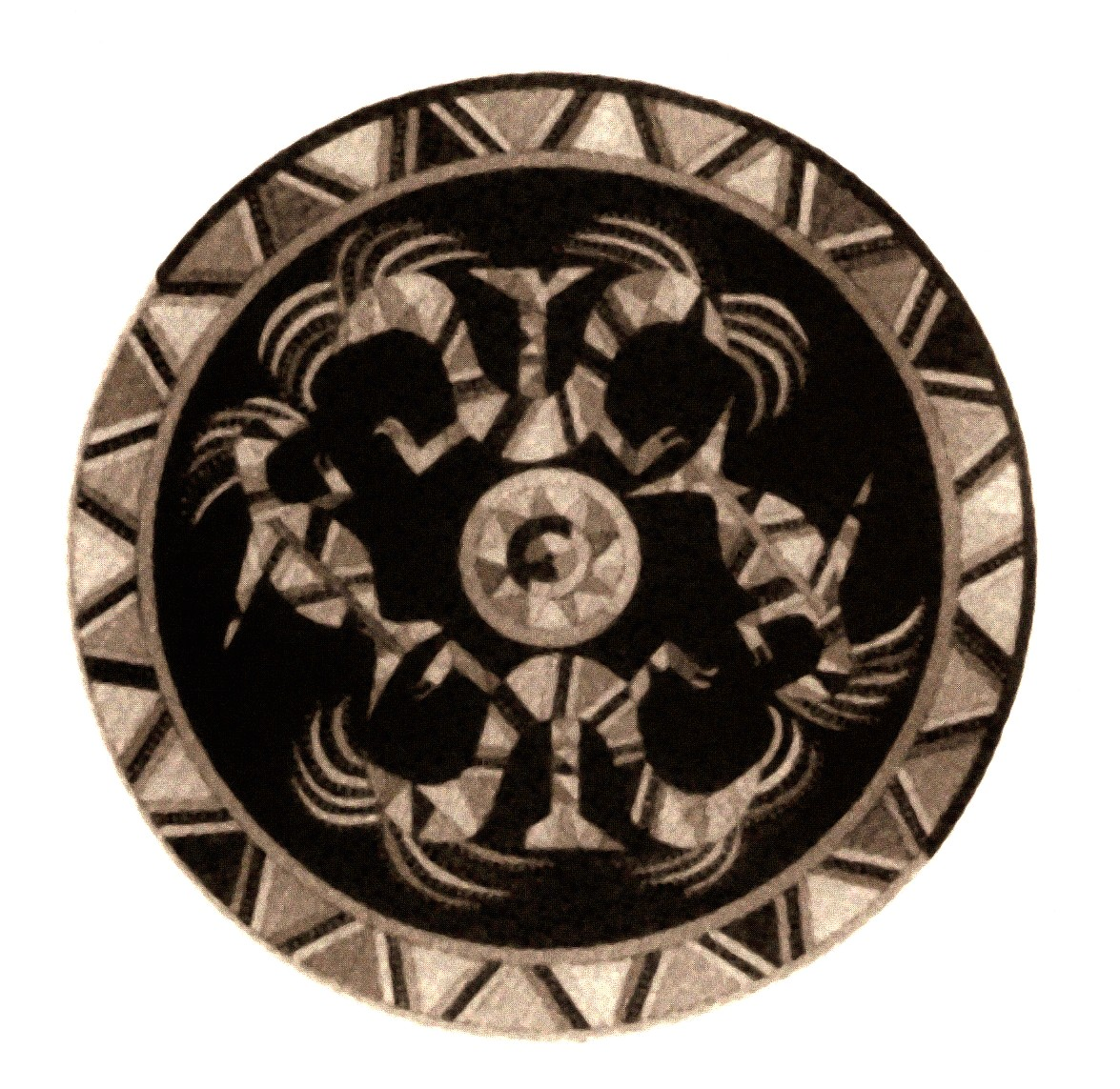
Logo van het IBS: een maluana

Het Instituut ter Bevordering van de Surinamistiek (IBS) is een stichting die de studie op het gebied van de Surinaamse talen, culturen en geschiedenis wil initiëren en bevorderen. De stichting publiceerde onder meer een reeks studiebronnen op het terrein van de Surinamistiek (van 1978 tot en met 2009- 28 delen) en het tijdschrift Oso (van 1982 tot 2017), een halfjaarlijks tijdschrift op het terrein van de Surinamistiek/Caraïbistiek.

## Geschiedenis
Het instituut werd opgericht op 13 maart 1980. Achtergrond was het idee dat vijf jaar na de Surinaamse onafhankelijkheid de belangstelling voor Suriname sterk groeiende was en een impuls kon gebruiken. 
Het bestreken gebied werd gaandeweg verbreed tot wat nu surinamistiek wordt genoemd: de studie van Suriname in al zijn facetten (met uitzondering van de exacte wetenschappen). Het IBS deed dit door het verzorgen van wetenschappelijke publicaties, het verlenen van wetenschappelijke opdrachten en het organiseren van een jaarlijks colloquium in de maand oktober; aanvankelijk ook met het organiseren van cursussen Sranantongo onder leiding van Liliane Adamson. In de loop der jaren wijdde het IBS colloquia aan zowat alle bevolkingsgroepen van Suriname, en aan thema’s als de rol van de vrouw in de Surinaamse geschiedenis, orale tradities, het werk van Albert Helman, de Tweede Wereldoorlog, doodsrituelen, politiek, kunst, muziek, literatuur, religies, lepra, huidskleur en seksualiteit en erotiek. Zo goed als iedereen die actief is in de wereld van de Surinamistiek heeft op een van de IBS-colloquia het woord gevoerd.
Het IBS kwam voort uit de Nijmeegse vereniging Wi Na Wan, op initiatief van de Nijmeegse hoogleraar taalfilosofie Pieter Seuren en de voorzitter van Wi Na Wan, Ludwich van Mulier. Pieter Seuren werd de eerste voorzitter van het stichtingsbestuur, waarin verder zitting hadden Ludwich van Mulier, Silvia W. de Groot, F. Koemans en Herman Wekker.

## Leerstoelen
Van 1989 tot 1992 vervulde taalkundige Pieter Muysken een door het IBS ingestelde leerstoel Caraïbistiek, aan de Universiteit Leiden. Eind 2005 werd bekendgemaakt dat het IBS opnieuw een leerstoel instelt, nu een voor West-Indische Letteren, aan de Universiteit van Amsterdam. De eerste houder van de leerstoel is Michiel van Kempen.

## Prijs voor de Surinamistiek
Bij het 25-jarig bestaan van het IBS in 2005 werd voor het eerst de vijfjaarlijkse Prijs voor de Surinamistiek uitgereikt, bedoeld voor diegenen die zich op bijzondere wijze hebben ingezet voor de Surinamistiek. De prijs ging naar Wim Hoogbergen voor zijn studies op het gebied van de geschiedenis van de marrons en zijn inzet voor de bevordering van de Suriname-studie als hoofdredacteur van Oso. 
In 2010 werd deze prijs toegekend aan prof. dr. Gert Oostindie, hoogleraar Caraïbische studies aan de universiteit van Leiden.

## Publicaties
De belangrijkste publicaties van het IBS zijn de reeks Bronnen op het terrein van de Surinamistiek en het Tijdschrift voor Surinamistiek.